# Ocotea verticillata
Ocotea verticillata är en lagerväxtart som beskrevs av J.G. Rohwer. Ocotea verticillata ingår i släktet Ocotea och familjen lagerväxter. Inga underarter finns listade i Catalogue of Life.